# Pleuricospora fimbriolata
Pleuricospora es un género monotípico de plantas  pertenecientes a la familia Ericaceae. Su única especie: Pleuricospora fimbriolata, es originaria de Norteamérica.

## Descripción
Es una hierba perenne es micoheterótrofo, parasitando los hongos para obtener los  nutrientes. Es de color amarillento crema o blanco, sin clorofila, con las puntas de las brácteas oscurecidas con la edad. Produce un pedúnculo carnoso sin tallo por encima de la hojarasca del suelo del bosque, llegando a no más de 10 a 12 centímetros de altura. Las hojas están reducidas a escamas o ausentes, ya que la planta no realiza la fotosíntesis. La parte aérea de la planta es esencialmente solo la inflorescencia, con flores blanquecinas cilíndricas que duran un corto tiempo. La flor tiene cuatro o cinco pétalos y cerca de ocho estambres en su garganta. Produce una baya carnosa menor un centímetro de ancho que contienen numerosas semillas, diminutas y pegajosas. Las semillas se dispersan cuando los pequeños mamíferos comen los frutos.

## Distribución y hábitat
Es nativa de los bosques de la costa oeste de América del Norte desde Columbia Británica a la bahía de San Francisco. 

## Taxonomía
Pleuricospora fimbriolata fue descrita por  Asa Gray y publicado en Proceedings of the American Academy of Arts and Sciences 7(2): 369–370. 1868.
Etimología
Pleuricospora: nombre genérico que deriva de la palabra griega pleurikos = "las partes, de los nervios", y spora o sporos = "semillas, esporas," por lo tanto alude a las "semillas al lado de las placentas parietales".
fimbriolata: epíteto latín que significa "con flecos de pelos muy finos"